# الکس لوپز (بازیکن فوتبال، زاده ۱۹۹۳)
الکس لوپز (انگلیسی: Álex López؛ زادهٔ ۱۸ سپتامبر ۱۹۹۳) بازیکن فوتبال اهل اسپانیا است.
از باشگاه‌هایی که در آن بازی کرده‌است می‌توان به باشگاه ورزشی رئال مایورکا اشاره کرد.